# Гецко, Иван Михайлович
Ива́н Миха́йлович Гецко́ (укр. Іван Михайлович Гецко; род. 6 апреля 1968, Днепропетровск, Украинская ССР) — советский и украинский футболист и футбольный тренер.

## Биография

### Клубная карьера
Начал играть в футбол в 1981 году в ДЮСШ города Иршава (Закарпатская область) у тренера А. Уйгели. Учился в Львовском спортинтернате.
В конце 80-х ярко заиграл за одесский «Черноморец». После товарищеского матча сборной СССР против «Фоджи» в июне 1991 года уже собирался улетать в Италию, но подписание контракта не состоялось (руководство клубов не пришло к согласию). Однако, в Италии Гецко всё же оказался. Два месяца предсезонной подготовки тренировался с клубом «Дженоа», но при этом его предупреждали — сразу в основу он не попадет. В свою очередь и сам Гецко посчитал, что сумма контракта для него мала, и в итоге он уехал в Одессу.
В летнее межсезонье 1992 заключил контракт с «Маккаби» Хайфа. Эту команду Гецко рассматривал как трамплин для будущей карьеры в серьёзных клубах. В первый сезон в Израиле он забил 15 голов, вошёл в число лучших бомбардиров лиги. Руководство израильского клуба не собиралось отпускать бомбардира и на все предложения из других клубов отвечало выставлением высокой трансферной цены за легионера. На следующий год карьеры в Израиле Гецко вступил в судебное разбирательство с клубом, которое довольно долго продолжалось. 1994 год почти полностью провел без игры, однако решением ФИФА был объявлен свободным агентом.
Гецко хотел вернуться в «Черноморец», но главный тренер Леонид Буряк отказался от его услуг. Гецко в Одессу позвонил Валерий Овчинников и пригласил в нижегородский «Локомотив». В итоге был заключен контракт на 1,5 года. Гецко в новом клубе быстро обрел форму и вновь стал бомбардиром.
В 1997 перешёл в «Аланию», где с первых матчей стал забивать: в первом же матче против «КамАЗа» сотворил хет-трик. Однако к середине сезона игра у Гецко сломалась и вторую половину 1997 начал уже в украинском «Днепре» (Днепропетровск). В сезоне 1997/98 «Днепр» играл в Кубке УЕФА против «Алании», а Гецко принял участие в этих матчах.

## Карьера в сборных

### СССР
За сборную СССР провел 5 матчей в 1990 и 1991 годах.

### Украина
За сборную Украины сыграл 4 игры, забил 1 гол.
Дебютировал 29 апреля 1992 года в товарищеском матче со сборной Венгрии (1:3), заменив на 59-й минуте Олега Саленко. Это был первый матч в истории сборной Украины. Гецко стал автором первого гола в истории сборной.
Свой последний матч за сборную Украины провёл 29 октября 1997 года против сборной Хорватии (0:2), заменив на 86-й минуте капитана команды Юрия Максимова.
| Матчи в составе сборной Украины по футболу | Матчи в составе сборной Украины по футболу | Матчи в составе сборной Украины по футболу | Матчи в составе сборной Украины по футболу | Матчи в составе сборной Украины по футболу | Матчи в составе сборной Украины по футболу | Матчи в составе сборной Украины по футболу | Матчи в составе сборной Украины по футболу | Матчи в составе сборной Украины по футболу | Матчи в составе сборной Украины по футболу | Матчи в составе сборной Украины по футболу | Матчи в составе сборной Украины по футболу | Матчи в составе сборной Украины по футболу |
| N                                          | №                                          | Дата                                       | Место                                      | Турнир                                     | Соперник                                   | Счёт                                       | Голы                                       | Минуты                                     | Замены                                     | Наказания                                  | Клуб                                       | Примечание                                 |
| ------------------------------------------ | ------------------------------------------ | ------------------------------------------ | ------------------------------------------ | ------------------------------------------ | ------------------------------------------ | ------------------------------------------ | ------------------------------------------ | ------------------------------------------ | ------------------------------------------ | ------------------------------------------ | ------------------------------------------ | ------------------------------------------ |
| 1                                          | 1                                          | 29.04.1992                                 | Украина, Ужгород, «Авангард»               | Товарищеский матч                          | Венгрия                                    | 1 : 3                                      | 90′                                        | 32                                         | 59'                                        |                                            | «Черноморец» (Одесса)                      |                                            |
| 2                                          | 2                                          | 27.06.1992                                 | США, Пискатауэй, «Ратгерс Стэдиум»         | Товарищеский матч                          | США                                        | 0 : 0                                      |                                            | 90                                         |                                            |                                            | «Черноморец» (Одесса)                      |                                            |
| 3                                          | 39                                         | 20.08.1997                                 | Украина, Киев, НСК «Олимпийский»           | Отборочный турнир чемпионата мира 1998     | Албания                                    | 1 : 0                                      |                                            | 8                                          | 83'                                        |                                            | «Днепр» (Днепропетровск)                   |                                            |
| 4                                          | 41                                         | 29.10.1997                                 | Хорватия, Загреб, «Максимир»               | Отборочный турнир чемпионата мира 1998     | Хорватия                                   | 0 : 2                                      |                                            | 5                                          | 86'                                        |                                            | «Днепр» (Днепропетровск)                   |                                            |
| Итого:                                     | Итого:                                     | Итого:                                     | 4 игры; +1 =1 −2; голы 2:5 (−3)            | 4 игры; +1 =1 −2; голы 2:5 (−3)            | 4 игры; +1 =1 −2; голы 2:5 (−3)            | 4 игры; +1 =1 −2; голы 2:5 (−3)            | 1                                          | 135 мин.                                   | 135 мин.                                   |                                            |                                            |                                            |

## Достижения

### Командные
«Черноморец»
- Обладатель Кубкa Федерации футбола СССР: 1990
- Обладатель Кубка Украины: 1992

«Маккаби» (Хайфа)
- Чемпион Израиля: 1993/94
- Обладатель Кубка Израиля: 1993

### Личные
- Член бомбардирского Клуба имени Олега Блохина: 151 забитый мяч[1]
- В списках лучших футболистов Украины[укр.]: 1992
- Автор первого хет-трика чемпионатов Украины[2]
- Совладелец рекорда результативности в одном матче чемпионата Украины — 4 мяча (и единственный, кто делал «покер» в украинском чемпионате дважды)[3]